# 3 августа
3 августа — 215-й день года (216-й в високосные годы) по григорианскому календарю.
До конца года остаётся 150 дней.
До 15 октября 1582 года — 3 августа по юлианскому календарю, с 15 октября 1582 года — 3 августа по григорианскому календарю.
В XX и XXI веках соответствует 21 июля по юлианскому календарю.

## Праздники и памятные дни

### Национальные
- Нигер — День независимости[англ.]
- США — День арбуза[2]

### Религиозные
Православие
- Память пророка Иезекииля (VI в. до н. э.);
- память преподобных Симеона Палестинского, Христа ради юродивого, и Иоанна, спостника его[5] (ок. 590);
- память преподобных Онуфрия Молчаливого и Онисима затворника, Печерских, в Ближних пещерах (XII—XIII в.);
- память мученика Виктора Марсельского (около 290 г.);
- память священномученика Петра Голубева, пресвитера (1938);
- обретение мощей священноисповедника Романа Медведя, пресвитера (1999).

### Именины
- Католические: Лидия, Август (Августин), Никодим[6].
- Православные[7] (дата по новому стилю):
  - Мужские:
    - Георгий (Егор, Егорий, Юрий) — мученик Георгий.
    - Евгений — мученик Евгений.
    - Иезекииль — пророк Иезекииль.
    - Иоанн (Иван) — преподобный Иоанн Палестинский.
    - Онисим (Анис, Анисим) — преподобный Онисим Печерский.
    - Онуфрий — преподобный Онуфрий молчаливый, Печерский.
    - Пётр — священномученик Пётр (Голубев).
    - Симеон (Семён) — преподобный Симеон Палестинский.
    - Феодор (Фёдор) — мученик Феодор.

  - Женские:
    - Анна — Анна (в иночестве Ефросинья) Кашинская (обретение мощей)
    - Ефросинья — см. выше

## События
См. также: Категория:События 3 августа

### До XX века
- 1492 — Христофор Колумб отплыл из города Палос-де-ла-Фронтера на трёх каравеллах: «Санта-Мария», «Нинья» и «Пинта» — в поисках морского пути в Азию. Началось первое путешествие Колумба в Новый Свет.
- 1546 — за печатание работ гуманистов повешен французский издатель Этьен Доле.
- 1596 — немецкий астроном Давид Фабрициус открыл первую переменную звезду — Миру Кита.
- 1645 — французское войско разбило баварцев в ходе второй битвы при Нёрдлингене.
- 1692 — Вильгельм III Оранский совершает неудачное нападение на армию маршала Люксембурга в битве при Стенкерке.
- 1778 — в Милане открылось здание оперы «Ла Скала».
- 1795 — основана Парижская консерватория.
- 1799 — Турция впервые разрешила свободный проход через Босфор российским военным кораблям.
- 1812 — соединение первой и второй русских армий под Смоленском.
- 1847
  - Монреаль, Квебек, Торонто и Баффало впервые соединены телеграфом.
  - Папа римский Пий IX подписал конкордат с Россией.
- 1882 — Конгресс США запретил въезд в страну лунатикам, преступникам и сумасшедшим, а также на 10 лет запретил иммиграцию китайцев.
- 1900 — коалиционные войска разгромили ихэтуаней в битве при Бэйцане.

### XX век
- 1903 — в ходе илинденского восстания образована Крушевская республика.
- 1904 — члены английской экспедиции стали первыми людьми Запада, вошедшими в священный город Лхаса в Тибете
- 1908 — в Филадельфии открыто метро.
- 1912 — Турция предоставила ограниченную автономию Албании и позволила преподавание албанского языка в школах.
- 1913 — Кровавое противостояние[англ.] в Уитленде, штат Калифорния, США[8].
- 1914 — Первая мировая война: Германия объявила войну Франции.
- 1916 — на воду спущен ледокол «Святогор» (с 1927 года — «Красин»), один из первенцев ледокольного флота России.
- 1921 — петроградскими чекистами арестован русский поэт Николай Гумилёв; 26 августа был расстрелян.
- 1922
  - В ночь со 2 августа на город Шаньтоу обрушился один из самых смертоносных тайфунов в истории Китая[9][10].
  - Радио Нью-Йорка применило первый в мире звуковой радиоэффект: двумя кусками дерева было изображено хлопанье дверью[источник не указан 534 дня].
- 1926 — на площади Пикадилли установлены первые в Лондоне светофоры.
- 1927 — впервые проведён сеанс телефонной связи между Берлином и Буэнос-Айресом.
- 1929
  - В Ростове-на-Дону стала работать первая в СССР автоматическая телефонная станция (АТС) на 6000 номеров, построенная при содействии шведской фирмы «Эрикссон».
  - От перрона московского Северного вокзала до Мытищ отправился первый электропоезд из трёх вагонов.
- 1932 — лидер Италии Бенито Муссолини объявил борьбу с пацифизмом.
- 1940 — на седьмой сессии Верховного Совета СССР удовлетворена просьба Народного сейма Литовской ССР о принятии республики в состав СССР.
- 1952 — в Хельсинки состоялась церемония закрытия XV Олимпийских игр, в которых впервые приняли участие спортсмены СССР. Новички поделили первое место в неофициальном командном зачёте с безоговорочными лидерами прежних Олимпиад американцами.
- 1955 — в Лондоне прошло первое представление на английском языке пьесы Самуэля Беккета «В ожидании Годо». Половина зрителей покинула зал во время представления, не поняв творческого замысла автора.
- 1956 — в Сирии произведён военный переворот.
- 1958 — американская атомная подводная лодка (АПЛ) Nautilus в ходе секретного задания «Солнечный свет» в 23 часа 15 минут впервые в истории достигла Северного полюса под водой.
- 1959 — впервые с 1941 года в Москве возобновился Международный кинофестиваль.
- 1960 — Нигер получил независимость от Франции.
- 1963 — «The Beatles» в последний раз выступили в ливерпульском клубе «The Cavern» («Пещера»).
- 1971 — Пол Маккартни сформировал новую группу, которую назвал «Wings».
- 1979 — в Экваториальной Гвинее произошёл военный переворот, в результате которого был свергнут диктатор Франсиско Масиас Нгема. К власти пришёл Теодоро Обианг Нгема Мбасого, его родной племянник.
- 1980 — в Лужниках прошла торжественная церемония закрытия XXII Олимпийских игр в Москве.
- 1988 — из советской тюрьмы досрочно выпущен Матиас Руст, немецкий лётчик, посадивший свой самолёт на Красной площади.
- 1995 — самолёт Ил-76 во главе с Владимиром Шарпатовым и ещё 6 членами экипажа был принужден совершить посадку в районе Кандагара.

### XXI век
- 2002
  - Открылась первая в России скоростная железнодорожная магистраль. Она связала Павелецкий вокзал и аэропорт Домодедово. Время в пути составляет 39 минут.
  - Турецкий парламент одобрил целый ряд реформ в правовой сфере в соответствии с требованиями для вступления страны в Евросоюз. Депутаты проголосовали за отмену смертной казни и за ужесточение наказания для лиц, занимающихся ввозом нелегальных иммигрантов.
- 2004 — запущена автоматическая межпланетная станция (АМС) MESSENGER для исследования Меркурия.
- 2011 — В Ливии после свержения Муаммара Каддафи принята Временная Конституционная декларация, которая будет действовать вплоть до принятия постоянной конституции.
- 2012 — 15-летняя пловчиха Кэти Ледеки выиграла первое в карьере олимпийское золото, победив на дистанции 800 метров вольным стилем на Играх в Лондоне.

## Родились
См. также: Категория:Родившиеся 3 августа

### До XX века
- 1729 — Ричард Кэсвелл (ум. 1789), американский политик и военный, первый губернатор Северной Каролины.
- 1770 — Фридрих Вильгельм III (ум. 1840), король Пруссии (с 1797).
- 1803 — Джозеф Пакстон (ум. 1865), английский садовод, ботаник и архитектор-самоучка, автор Хрустального дворца в Лондоне.
- 1804 — Павел Мельников (ум. 1880), русский инженер и учёный в области транспорта, почётный член Петербургской АН.
- 1811 — Элиша Отис (ум. 1861), американский изобретатель винтового лифта и ловителей, предотвращающих падение кабины лифта в шахту при обрыве тросов.
- 1832 — Иван Зайц (ум. 1914), хорватский композитор и дирижёр.
- 1839 — Ипполит Ланглуа (ум. 1912), французский генерал и сенатор, член Французской академии[11].
- 1849 — Жюль Дежерин (ум. 1917), швейцарско-французский врач-невролог.
- 1851 — Николай Иванов (ум. 1919), русский военный деятель, генерал-адъютант, генерал от артиллерии.
- 1872
  - Алексей Борисяк (ум. 1944), российский и советский палеонтолог и геолог, академик АН СССР.
  - Хокон VII (ум. 1957), король Норвегии (1905—1957).
- 1887
  - Руперт Брук (ум. 1915), английский поэт-романтик.
  - Август Корк (расстрелян в 1937), российский и советский военачальник, военспец, герой Гражданской войны.
- 1890 — Константин Мельников (ум. 1974), русский советский архитектор-новатор, автор знаменитого собственного дома в Кривоарбатском переулке в Москве.
- 1900 — Джон Томас Скоупс (ум. 1970), американский учитель, обвинённый на «Обезьяньем процессе» (1925) в преподавании запрещённой теории эволюции.

### XX век
- 1901 — Стефан Вышинский (ум. 1981), польский кардинал, архиепископ Варшавский, диссидент.
- 1903 — Хабиб Бургиба (ум. 2000), первый президент Туниса (1957—1987).
- 1904 — Клиффорд Саймак (ум. 1988), американский писатель-фантаст.
- 1905 — Борис Курчатов (ум. 1972), советский радиохимик.
- 1908 — Биргит Кульберг (ум. 1999), шведская танцовщица и хореограф.
- 1910
  - Дональд Биссет (ум. 1995), английский детский писатель, художник, театральный актёр и режиссёр.
  - Вацлав Дворжецкий (ум. 1993), актёр театра и кино, народный артист РСФСР.
- 1920 — Филлис Дороти Джеймс (ум. 2014), английская писательница, автор детективов.
- 1921 — Резо Эбралидзе (ум. 1980), грузинский советский драматург и киносценарист.
- 1922 — Сергей Чекменёв (ум. 2008), советский и российский историк.
- 1923 — Вадим Коростылёв (ум. 1997), русский советский писатель, поэт, драматург, сценарист.
- 1924 — Анатолий Алексин (ум. 2017), русский писатель, сценарист, драматург, автор книг для детей и юношества.
- 1933 — Валерий Ганичев (ум. 2018), советский и российский писатель, журналист, главный редактор «Роман-газеты» (1981—2001), председатель СПР (1994—2018).
- 1934 — Жонас Савимби (ум. 2002), лидер Национального союза за полную независимость Анголы (УНИТА).
- 1935
  - Мария Биешу (ум. 2012), молдавская оперная и камерная певица, народная артистка СССР.
  - Георгий Шонин (ум. 1997), советский космонавт, Герой Советского Союза.
- 1938 — Анатолий Панков, советский и российский журналист, писатель, главный редактор газеты «Куранты».
- 1940 — Мартин Шин, американский актёр и кинорежиссёр, лауреат премий «Эмми» и «Золотой глобус».
- 1941 — Хаге Гейнгоб (ум. 2024), премьер-министр и президент Намибии.
- 1946 — Николай Бурляев, российский актёр театра и кино («Служили два товарища», «Андрей Рублёв», «Лермонтов» и др.), кинорежиссёр, народный артист РФ.
- 1948
  - Вячеслав Гордеев, артист балета, балетмейстер, хореограф, педагог, народный артист СССР.
  - Жан-Пьер Раффарен, премьер-министр Франции (2002—2005).
- 1949 — Валерий Васильев (ум. 2012), советский хоккеист, 8-кратный чемпион мира, двукратный олимпийский чемпион.
- 1950 — Джон Лэндис, американский кинорежиссёр, сценарист, продюсер и актёр, постановщик видеоклипов с участием Майкла Джексона.
- 1951 — Марсель Дионн, канадский хоккеист, один из самых результативных игроков в истории НХЛ.
- 1953 — Сажи Умалатова, советский и российский политик и общественный деятель.
- 1958 — Александр Невзоров, советский и российский журналист, репортёр, телеведущий, публицист.
- 1959 — Коити Танака, японский учёный, лауреат Нобелевской премии (2002).
- 1963 — Джеймс Алан Хэтфилд, гитарист, вокалист, один из основателей группы «Metallica».
- 1965 — Сергей Чонишвили, актёр театра и кино, диктор, мастер озвучивания фильмов, заслуженный артист России.
- 1967 — Матьё Кассовиц, французский актёр, кинорежиссёр и сценарист.
- 1973 — Ана Фернандес, кубинская волейболистка, трёхкратная олимпийская чемпионка, двукратная чемпионка мира.
- 1977 — Анджела Бизли, британский предприниматель, сооснователь и вице-президент проекта «Wikia».
- 1979 — Эванджелин Лилли, канадская актриса.
- 1984 — Райан Лохте, американский пловец, 6-кратный олимпийский чемпион, многократный чемпион мира.
- 1986 — Дарья Домрачева, белорусская биатлонистка, 4-кратная олимпийская чемпионка, двукратная чемпионка мира, Герой Беларуси.
- 1989 — Жюль Бьянки (ум. 2015), французский автогонщик, победитель ряда чемпионатов, участник «Формулы-1».
- 1990 — Бенжамен Андре, французский футболист.
- 1992
  - Александра Зарицкая, украинская певица, солистка группы «KAZKA».
  - Карли Клосс, американская супермодель.
- 1994 — Корантен Толиссо, французский футболист, чемпион мира (2018).

## Скончались
См. также: Категория:Умершие 3 августа

### До XVIII века
- 1147 — Антоний Римлянин (р. ок. 1067), преподобный православной церкви, основатель новгородского Антониева монастыря.
- 1460 — Яков II (р. 1430), шотландский король (1437—1460).
- 1667 — Франческо Борромини (р. 1599), итальянский архитектор.

### XVIII век
- 1721 — Гринлинг Гиббонс (р. 1648), резчик по дереву, один из наиболее выдающихся английских декораторов.
- 1780 — Этьен де Кондильяк (р. 1715), французский философ, основоположник ассоциативной психологии.
- 1792 — Ричард Аркрайт (р. 1732), английский текстильный промышленник и изобретатель.

### XIX век
- 1834 — Василий Петров (р. 1761), русский физик и электротехник, академик.
- 1835 — Венцель Мюллер (р. 1759), австрийский композитор.
- 1847 — Ян Чечот (р. 1796), польский, белорусский и литовский поэт, фольклорист и этнолог.
- 1857 — Эжен Сю (р. 1804), французский писатель, основоположник уголовно-сенсационного жанра[англ.] массовой литературы.
- 1880 — Павел Мельников (р. 1804), русский инженер и учёный в области транспорта, почётный член Петербургской АН.
- 1883 — Алексей Викторов (р. 1827), русский археолог и библиограф.
- 1884
  - Поль Абади (р. 1812), французский архитектор.
  - граф Эдуард Баранов (р. 1811), русский государственный деятель, генерал-адъютант, генерал от инфантерии.
- 1886 — Ян Лям (р. 1838), польский писатель-сатирик, романист, журналист, педагог.
- 1898 — Шарль Гарнье (р. 1825), французский архитектор и историк искусства.

### XX век
- 1924 — Джозеф Конрад (р. 1857), английский писатель польского происхождения.
- 1929
  - Эмиль Берлинер (р. 1851), немецко-американский изобретатель, создатель граммофона и микрофона.
  - Торстейн Веблен (р. 1857), американский экономист, социолог, публицист.
- 1934 — Владимир Дуров (р. 1863), русский советский цирковой артист-дрессировщик.
- 1938 — Александр Малышкин (р. 1892), русский советский писатель.
- 1942 — Рихард Вильштеттер (р. 1872), немецкий химик-органик, лауреат Нобелевской премии (1915).
- 1946 — Виктор Дени (р. 1893), художник-график, карикатурист, один из основоположников советского политического плаката.
- 1957 — Тадеуш Новаковский (р. 1879), польский архитектор, художник, капитан инженерных войск польской армии.
- 1961 — Павел Соколов-Скаля (р. 1899), советский живописец и график, мастер панорам и диорам.
- 1964 — Флэннери О’Коннор (р. 1925), американская писательница.
- 1968 — Константин Рокоссовский (р. 1896), маршал Советского Союза, дважды Герой Советского Союза.
- 1971
  - Георгий Бабакин (р. 1914), советский инженер-конструктор, создатель луноходов.
  - Юрий Файер (р. 1890), балетный дирижёр, скрипач, народный артист СССР.
- 1977 — архиепископ Макариос III (в миру Михаил Христодулу Мускос; р. 1913), предстоятель автокефальной Кипрской православной церкви (1950—1977), первый президент Кипра (1960—1977).
- 1978 — Аркадий Аполлонов (р. 1907), советский государственный и военный деятель, генерал-полковник.
- 1979 — Бертиль Готтхард Улин (р. 1899), шведский экономист, лауреат Нобелевской премии (1977).
- 1984 — Владимир Тендряков (р. 1923), русский советский писатель, сценарист.
- 1987 — Иван Миколайчук (р. 1941), украинский советский киноактёр, кинорежиссёр, сценарист, композитор.
- 1994
  - Евгений Симонов (р. 1925), театральный режиссёр, педагог, драматург, народный артист СССР.
  - Иннокентий Смоктуновский (р. 1925), советский и российский актёр театра и кино, народный артист СССР.
- 1998 — Альфред Шнитке (р. 1934), советский и российский композитор и пианист, теоретик музыки.

### XXI век
- 2004 — Анри Картье-Брессон (р. 1908), французский фотохудожник.
- 2005 — Арсений Чанышев (р. 1926), советский и российский философ, историк философии и поэт.
- 2006
  - Элизабет Шварцкопф (р. 1915), немецкая певица (сопрано).
  - Максим Шапир (р. 1962), российский филолог-стиховед.
- 2008 — Александр Солженицын (р. 1918), русский писатель, драматург, публицист, поэт, общественный деятель, лауреат Нобелевской премии (1970).
- 2009
  - Зиновий Высоковский (р. 1933), советский и российский актёр театра и кино, артист эстрады, народный артист РФ.
  - Сергей Кузьминский (р. 1962), украинский музыкант, диджей, лидер группы «Братья Гадюкины».
  - Степан Ситарян (р. 1930), советский и российский политик, государственный деятель, экономист, академик.
- 2011
  - Николай Петров (р. 1943), пианист, педагог, народный артист СССР.
  - Бубба Смит (наст. имя Чарльз Аарон Смит; р. 1945), американский киноактёр и игрок в американский футбол.
- 2019 — Николай Кардашёв (р. 1932), советский и российский астрофизик, академик РАН.
- 2020 — Джон Хьюм (р. 1937), североирландский политик, один из основателей Социал-демократической и лейбористской партии, лауреат Нобелевской премии мира (1998).
- 2023 — Ирина Мирошниченко (р. 1942), советская и российская актриса, певица, педагог, народная артистка РСФСР.
- 2025
  - Лони Андерсон (р. 1945), американская актриса.
  - Талгат Мусабаев (р. 1951), советский и российский космонавт, казахстанский функционер. Герой Российской Федерации (1994), Народный Герой Казахстана (1995). Председатель Национального космического агентства Республики Казахстан (2007—2016).
  - Стелла Римингтон (р. 1935), генеральный директор MI5 (1992 — 1996). Женщина, первая директор MI5, позднее писательница.

## Приметы
- Симеон.
- Если сильные росы, то урожай льна будет плох.
- Сегодня тропа в росе до полудня[12].